# Chaenusa nereidum
Chaenusa nereidum är en stekelart som först beskrevs av Alexander Henry Haliday 1839.  Chaenusa nereidum ingår i släktet Chaenusa och familjen bracksteklar. Arten är reproducerande i Sverige. Inga underarter finns listade i Catalogue of Life.